# سیارک ۲۱۴۴۶
سیارک ۲۱۴۴۶ (به انگلیسی: 21446 Tedflint، نامگذاری:1998HV18) بیست و یک هزار و چهارصد و چهل و ششمین سیارک کشف شده‌است که در ۱۸ آوریل ۱۹۹۸ کشف شد.
قدر مطلق سیارک برابر ۱۵.۵ است.